# Гульдин, Пауль
Па́уль Гу́льдин  (нем. Paul Guldin; имя при рождении Авваку́м Гу́льдин;  12 июня 1577, Мельс — 3 ноября 1643, Грац) — швейцарский иезуит, математик и астроном. Известен также своим сотрудничеством с Иоганном Кеплером и Бонавентурой Кавальери.
Наряду с транскрипцией фамилии учёного «Гульдин» в отечественной литературе нередко встречалась и транскрипция «Гюльден» — на французский манер (что трудно объяснить применительно к германошвейцарцу).

## Биография
Пауль (при рождении Аввакум) Гульдин родился в селении Мельс (в те времена находилось на территории графства Зарганс — одного из фогств Швейцарии, теперь — на территории кантона Санкт-Галлен) в протестантской семье еврейского происхождения. В юношестве работал ювелиром и торговцем, путешествуя по различным немецким городам. Во второй половине 1590-х, оказавшись во Фрайзинге, увлёкся чтением религиозных книг и усомнился в своих протестантских взглядах. В результате в двадцатилетнем возрасте Гульдин принял католицизм (взяв при этом новое имя — в честь апостола Павла) и присоединился к ордену иезуитов в Мюнхене в качестве коадъютора. После этого он получил образование, став сначала иезуитом-схоластом, а затем священником-иезуитом.
Во время обучения Пауль показал незаурядные математические способности. В 1609 году он поступил в Римскую иезуитскую коллегию, где изучал математику под руководством Х. Клавия, преподававшего евклидову геометрию. Клавий, не будучи крупным учёным, был прекрасным учителем, и под его руководством Гульдин сумел хорошо изучить математику. В 1617 году он начал преподавать математику в Иезуитской коллегии Граца, но проблемы со здоровьем вынудили его прекратить читать лекции.
В 1623 году Гульдин был назначен профессором математики Венского университета. В 1629 году он был послан Иезуитским орденом преподавателем в иезуитскую гимназию в Сагане, основанную Альбрехтом Валленштейном в 1627 году. После нескольких лет работы в гимназии он вернулся в Вену, где оставался до 1637 года, после чего опять переехал в Грац.

## Научная деятельность
Свою первую статью Пауль Гульдин опубликовал в 1618 году — вскоре после прибытия в Грац. В статье «Refutatio elenchi calendarii Gregoriani a Setho Calvisio conscripti» он отстаивает предложение Клавия о календарной реформе.
В 1622 году Гульдин опубликовал работу о центре масс Земли. Он утверждал, что центр тяжести любого большого тела должен двигаться так, чтобы совпасть потом с центром масс Вселенной. В результате Гульдин пришёл к выводу, что Земля находится в постоянном движении.
Важнейшая работа Гульдина — «Centrobaryca seu de centro gravitatis trium specierum quantitatis continuae», изданная в четырёх томах между 1635 и 1641 годами и известная как трактат «О центре тяжести». В первом томе Гульдин дает определение центра масс — то, которое он будет использовать впоследствии:
Центр масс любого конечного тела — точка внутри тела, на его границе или вне тела, вокруг которой у всех частей тела одинаковые моменты. Любая точка, прямая или плоскость, проходящая через центр масс, делит тело на части равной массы.Centrobaryca seu de centro gravitatis trium specierum quantit atis continuae, том 1
Во втором томе трактата (1640) содержатся теоремы об объёме и площади поверхности тела, образованного вращением плоской фигуры вокруг не пересекающей её оси, сформулированные в своё время без доказательства Паппом Александрийским. Речь идёт о следующих двух теоремах, ныне называемых «теоремами Паппа — Гульдина».
Первая теорема Паппа — Гульдина. Если {\displaystyle l} — длина замкнутой кривой, а {\displaystyle u} — расстояние барицентра кривой от оси {\displaystyle d},  лежащей в одной плоскости с этой кривой и не пересекающей её, то площадь {\displaystyle S}  поверхности, образованной вращением кривой вокруг оси {\displaystyle d},  равна произведению {\displaystyle l}  на длину окружности, описанной барицентром:
{\displaystyle S\;=\;2\pi u\cdot l\,\,.}
Вторая теорема Паппа — Гульдина. Если {\displaystyle S} — площадь плоской фигуры, а {\displaystyle u} — расстояние барицентра фигуры от оси {\displaystyle d},  лежащей в одной плоскости с фигурой и не пересекающей её, то объём {\displaystyle V}  тела, образованного вращением фигуры вокруг оси {\displaystyle d},  равен произведению {\displaystyle S}  на длину окружности, описанной барицентром:
{\displaystyle V\;=\;2\pi u\cdot S\,\,.}

## Переписка с Иоганном Кеплером
Гульдин известен своей перепиской с Иоганном Кеплером.  К сожалению, до наших дней дошли лишь одиннадцать писем Кеплера Гульдину, написанные между 1618 и 1628 годами. Кеплер искал совета по научным и религиозным вопросам, а также просил Гульдина об административной поддержке.
Например, в письме от 30 августа 1624 года Кеплер (знавший, что Гульдин был весьма влиятелен при австрийском дворе) попросил его отправить петицию императору Фердинанду II, чтобы тот профинансировал издание Рудольфинских таблиц.
Последние два письма Кеплера были посвящены сложности перехода Иоганна в католичество.
Финансы Иоганна Кеплера почти всю его жизнь были на нуле, и он не мог приобрести себе телескоп. Гульдин, чтобы помочь другу, попросил своего товарища — иезуита Никколо Дзукки — собрать один телескоп и подарил этот телескоп Кеплеру. Тот был восхищен подарком и в письме описывал свои удивительные открытия, сделанные с помощью телескопа:
Его Высокопреподобию Отцу Паулю Гульдину, священнику Общества Иисуса, почтенному и учёному человеку, любимому патрону. С кем мне ещё в настоящее время обсуждать астрономию, кроме как с Вами... Ещё большим удовольствием для меня было приветствие с Вашим почтением, доставленное мне членами Вашего Ордена... Я думаю, что Вы должны получить от меня первые плоды удовольствия, которое я получил, используя Ваш подарок (телескоп).Иоганн Кеплер

## Публикации
- Refutatio eleuchi calendarii Gregoriani a Setho Caltisio conscripti  (Mayence, 1616, in-4°)
- Paralipomena ad Refutationem; in iisque producuntur viginti et novem exempla paschatum ex Sancto Cyrillo Alexandrino nunquam antea edita
- Problema arithmeticum de rerum combinationibus, quo numerus dictionum seu conjunctionum diversarum quæ ex XXII alphabeti litteris fieri passant indagatur  (Vienne, 1622)
- Problema geographicum de motu terræ ex mutatione centri gravitatis ipsius provenienti  (Vienne, 1622)
- Problema geographicum de discrepantia in numero ac denominatione dierum, quam qui orbem terrarum contrariis viis circumnavigant, et inter se et cum iis qui in eodem loco consistunt, experiuntur  (Vienne, 1633)
- Centrobaryca, seu de centro gravitatis trium specierum quantitatis continuæ libr. IV  (Vienne, 1633—1642, 2 vol. in-fol.)